# Swan Records
Swan Records fue una compañía discográfica estadounidense fundada en 1957, en Filadelfia, Pensilvania. Tenía una compañía subsidiaria llamada Lawn Records.

## Historia
Swan Records era propiedad de Bernie Binnick y Tony Mammarella, con capital de Dick Clark. Cuando llegaron los escándalos payola en los años 60, Clark se deshizo de todos sus intereses externos para evitar un conflicto de interés. El sello fue distribuido por Cameo Parkway Records, que en aquel tiempo era la compañía discográfica más popular de música de baile para adolescentes ("The Twist", "Limbo Rock", ("Do) The Bird", "Wah-Watusi", "Mashed Potato Time", "Gravy (For My Mashed Potatoes", "Hully Gully Baby", "Bristol Stomp", "(Do the) New Continental")
El primer gran éxito para la compañía discográfica llegó con el sencillo "Click Clack", una grabación de estudio escrita y producida por Gerry Granahan, que fue publicada por problemas legales bajo el seudónimo de Dickey Doo & the Don'ts.
Swan Records ganó atención tras ser elegida por la compañía británica EMI para lanzar al mercado estadounidnse la canción de Los Beatles "She Loves You", sencillo que llegó al número uno en Estados Unidos en enero de 1964. Swan también obtuvo los derechos de la versión en alemán de "She Loves You" ("Sie liebt Dich"), que llegó al número 97 en 1964. Gracias al éxito del sencillo "She Loves You", Swan Records obtuvo ingresos suficientes para mantenerse, mientras otras pequeñas compañías discográficas sucumbieron al efecto de la denominada "Invasión británica".
Aparte de "She Loves You", el éxito más recordado de Swan fue "Palisades Park" en 1962, escrita por Chuck Barris, y entonada por el artista más exitoso de la compañía discográfica, Freddy Cannon. Swan lanzó el único gran éxito de los Rockin' Rebels, la instrumental "Wild Weekend" (que orignalmente fue escrita como un jingle de radio para un disc-jockey de Buffalo).
El trío vocal The Three Degrees publicó varios sencillos con Swan en 1965 y 1966 obteniendo un moderado éxito con temas como "Gee Baby (I'm Sorry)", "I'm Gonna Need You" y "Maybe", este último fue reeditado en 1970 por Roulette Records consiguiendo mayor éxito, aunque la consagración definitiva del grupo llegó cuando estas firmaron con la compañía discográfica Philadelphia International Records de Kenny Gamble y Leon Huff.
La compañía cerró definitivamente en 1967.

## Artistas de Swan Records
- The Beatles
- Buena Vistas
- Billy & Lillie
- Freddy Cannon
- Danny & The Juniors
- Dicky Doo & The Don'ts
- Three Degrees
- Mark Valentino
- The Strangeloves[4]